# Distrikt San Damián
Der Distrikt San Damián liegt in der Provinz Huarochirí in der Region Lima im zentralen Westen von Peru. Der Distrikt besitzt eine Fläche von 334 km². Beim Zensus 2017 wurden 1281 Einwohner gezählt. Im Jahr 1993 lag die Einwohnerzahl bei 1990, im Jahr 2007 bei 1489. Sitz der Distriktverwaltung ist die 3235 m hoch gelegene Ortschaft San Damián mit 845 Einwohnern (Stand 2017). San Damián befindet sich 19 km südlich der Provinzhauptstadt Matucana.

## Geographische Lage
Der Distrikt San Damián befindet sich in der peruanischen Westkordillere zentral in der Provinz Huarochirí. Er erstreckt sich über das Quellgebiet des Río Lurín, der das Areal nach Südwesten entwässert. Entlang der nordöstlichen Distriktgrenze verläuft ein Gebirgszug mit dem 5262 m hohen Nevado Uco (auch Uqhu). Im Norden des Distrikts befindet sich der 30 ha große Stausee Laguna Tucto.
Der Distrikt San Damián grenzt im Süden an den Distrikt Lahuaytambo, im Südwesten an den Distrikt Antioquía, im Westen an den Distrikt San Andrés de Tupicocha, im Nordwesten an die Distrikte Surco und Matucana, im Nordosten an den Distrikt San Mateo sowie im Osten an den Distrikt Huarochirí.

## Ortschaften
Im Distrikt gibt es neben dem Hauptort folgende größere Ortschaften:
- Chilquichaca
- Sunicancha